# 女はつらいよ
『女はつらいよ』（おんなはつらいよ）は、1971年6月4日から同年11月26日までTBS系列局で放送されていたTBS製作のテレビドラマである。タイガー魔法瓶工業（現・タイガー魔法瓶）の一社提供。全26話。放送時間は毎週金曜 19:30 - 20:00 （日本標準時）。

## 概要
18歳の未亡人と結婚を迫る男の駆け引きを描いたバラエティドラマで、毎回話題のカップルが登場。ゴールデンタイムでは初の和田アキ子主演作となった。

## 出演者
- 和田アキ子
- 児島美ゆき
- 小鹿ミキ
- 松坂慶子
- 川俣しのぶ

## 挿入歌
- 女はつらいよ（歌：和田アキ子）